# Nyakiriba
Nyakiriba är ett periodiskt vattendrag i Burundi.   Det ligger i provinsen Bubanza, i den nordvästra delen av landet, 40 km norr om huvudstaden Bujumbura.
Omgivningarna runt Nyakiriba är en mosaik av jordbruksmark och naturlig växtlighet. Runt Nyakiriba är det tätbefolkat, med 343 invånare per kvadratkilometer.